# Fibromialgija
Fíbromialgíja ali sindrom fibromialgije je kronični bolečinski sindrom, za katerega je značilna bolečina po vsem telesu. Bolečina in togost mišic in sklepov sta difuzni ali pa imata več sprožilnih točk. Za fibromialgijo je značilna tudi alodinija; pri bolniku bolečino povzročijo normalno nebolečinski dražljaji.  Drugi simptomi so še utrujenost, ki lahko pri bolniku ovira vsakodnevno dejavnost, težave s spanjem in težave s spominom. Nekateri bolniki poročajo tudi o sindromu nemirnih nog, sindromu razdražljivega črevesja, težavah s sečnim mehurjem (intersticijski cistitis), parestezijah (nenormalen občutek zbadanja v koži) ter preobčutljivosti na hrup, svetlobo ali temperaturne spremembe. Pogosto jo spremlja depresija, tesnoba ali potravmatski stresni sindrom. Bolniki s fibromialgijo imajo pogosto tudi druge oblike kronične bolečine.
Vzrok fibromialgije ni pojasnjen, verjetno pa je posledica kombinacije okolijskih, duševnih in nevrohormonskih dejavnikov. Povezana je z dednostjo in se pogosteje pojavlja v določenih družinah; prepoznali so več genov, ki bi lahko bili povezani s sindromom. Okolijski dejavniki, ki so povezani z nastopom fibromialgije, so psihični stres, psihična travma in tudi nekatere okužbe. Dokazano je bilo, da bolečina izvira iz osrednjega živčevja. Za dignosticiranje fibromialgije ni na voljo specifičnega testa. Diagnoza temelji na izključevanju drugih morebitnih vzrokov ter na potrditvi, da je prisoten nabor simptomov, značilen za sindrom fibromialgije.
Zdravljenje fibromialgije je težavno. Bolniku se priporoča, da dovolj spi, je redno telesno dejaven in da se zdravo prehranjuje. Koristna je lahko tudi vedenjska kognitivna terapija. Za lajšanje bolečin so bila preizkušena nekatera zdravila, ki se uporabljajo sicer pri zdravljenju nevropatskih bolečinskih sindromov in vključujejo antidepresive, nevromodulatorje in druga protibolečinska zdravila. Uporabljajo se na primer učinkovine duloksetin, milnacipran in pregabalin. Uporaba opioidnih protibolečinskih zdravil je strokovno sporna zaradi pomanjkanja enoznačnih dokazov. Nekateri strokovnjaki priporočajo šibke opioide, če druga zdravila niso učinkovita. Ni podatkov o učinkovitosti uporabe prehranskih dopolnil. Fibromialgija je lahko zelo dolgotrajna bolezen, vendar ne povzroča okvare tkiva ali celo smrti.
Fibromialgija prizadene po ocenah 2–8 % prebivalstva. Pri ženskah se pojavlja približno dvakrat pogosteje. Pojavnost je primerljiva med različnimi deli sveta in različnimi kulturami. Natančnih podatkov o številu obolelih v Sloveniji ni.
Prvič so fibromialgijo opredelili leta 1990, kriterije bolezni pa so posodobili leta 2011. Razvrstitev, merila za diagnosticiranje ter načini zdravljenja strokovno še niso poenoteni.
Izraz fibromialgija je sestavljen iz novolatinske predpone fibro-, ki se nanaša na vezivno tkivo, ter grških besed μυώ myo-, ki pomeni mišico, in άλγος algos, besede za bolečino. Dobesedno fibromialgija torej pomeni »bolečina v vezivnem tkivu in mišicah«.

## Znaki in simptomi
Opredeljujoči simptomi fibromialgije so kronična razpršena mišično-skeletna bolečina, utrujenost, neosvežujoč spanec, bolečina ob pritisku na občutljive točke (alodinija). Drugi simptomi so še občutek mravljinčenja v udih (parestezije), dlje časa trajajoči mišični krči, nevropatska bolečina, mišična oslabelost v udih, mišično trzanje, razbijanje srca (palpitacije), in funkcionalne motnje prebavil.
Mnogi bolniki imajo tudi kognitivne težave, ki se kažejo kot motnje koncentracije, težave s kratkoročnim in dolgoročnim spominom, nezmožnost večopravilnosti, kognitivna preobremenitev in zmanjšana zmožnost pozornosti. Pogosto jo spremljajo simptomi tesnobe in depresije.
Nekateri simptomi se povezujejo s fibromialgijo ali pa so posledica pridruženih bolezni. Mednje spadajo na primer miofascialna bolečina, sindrom razdražljivega črevesja, intersticijski cistitis in drugi simptomi sečil in spolovil ... Fibromialgijo sicer opredeljuje razpršena kronična bolečina , lahko pa so prisotne tudi lokalizirane bolečine, na primer v ramenih, vratu, ledjih, kolkih in drugje po telesu. Pogosto imajo bolniki bolečine v čeljustnem sklepu. 20–30 % bolnikov z revmatoidnim artritisom ali sistemskim eritematoznim lupusom izkazuje tudi simptome fibromialgije.

## Vzroki
Vzrok fibromialgije še ni pojasnjen, strokovnjaki pa so predlagali več teorij. Ena od njih je »teorija centralne senzitizacije«. Po tej teoriji imajo bolniki s fibromialgijo nižji prag bolečine zaradi povečane odzivnosti na bolečino občutljivih živčnih celic v hrbtenjači ali možganih. Fibromialgijo pogosto spremljajo nevropatske bolečine in velika depresivna motnja, kar kaže na možno genetsko povezanost in prizadetost različnih nevrohormonskih signalnih poti. Vpletene bi lahko bile monoaminergične, glutamatergične, nevrotropne, opioidne ali provnetne citokinske signalne poti. Pri dovzetnih posameznikih lahko psihični stres ali bolezen povzročita anomalije v vnetnih in stresnih odzivih, ki vplivajo na razpoloženje in zaznavanje bolečine. Zaradi senzitizacije in aktivacije določenih živčnih celic bi lahko v takih okoliščinah privedlo do fibromialgije in v nekaterih primerih tudi do motenj razpoloženja. S poenostavljenim besednjakom bi lahko rekli, da se pri prizadeti osebi v osrednjem živčevju bolečinske živčne poti pretirano vzdražijo, medtem ko so poti, ki zavirajo zaznavanje bolečine, premalo aktivne. Nekatere nevrokemične anomalije, prepoznane pri fibromialgiji, uravnavajo tudi razpoloženje, spanje in občutek telesne energije, kar bi lahko pojasnilo razpoloženjske motnje, težave s spancem in utrujenost pri bolnikih s fibromialgijo.
Izsledki raziskav kažejo, da je kronična bolečina, kamor spada tudi sindrom fibromialgije, povezana s spremembo anatomije možganov. Bolniki s fibromialgijo imajo po podatkih iz ene od študij zmanjšano prostornino sive možganovine v možganih. Izguba sive možganovine je opazna zlasti v predelih možganov, povezanih z modulacijo bolečine ali stresa.

### Dedni dejavniki
Ni še znano, na kak način se nagnjenost k fibromialgiji deduje, podatki pa kažejo, da je vpletenih več genov. Raziskave so pokazale morebitno povezanost fibromialgije s polimorfizmom genov, vpletenih v serotoninski, dopaminergični in kateholaminergični sistem. Omenjeni polimorfizmi niso specifični za fibromialgijo, temveč so povezani s številnimi drugimi sorodnimi boleznimi, kot sta sindrom kronične utrujenosti in sindrom razdražljivega črevesja, ter tudi z depresijo. Raziskave so pokazale, da so za fibromialgijo bolj dovzetni na primer posamezniki s polimorfizmom 102T/C receptorja 5-HT2A.

### Življenjski slog in stres
Kaže, da je pomemben sprožilni dejavnik pri razvoju fibromialgije je stres. Pogosto se pojavlja hkrati z drugimi boleznimi, ki so povezane s stresom, kot so sindrom kronične utrujenosti, potravmatska stresna motnja, sindrom razdražljivega črevesja in depresija. Sistematični pregled raziskav je pokazal statistično značilno povezavo med fibromialgijo ter psihično ali spolno zlorabo bodisi v otroštvu ali odraslosti, vendar je kakovost teh raziskav pomanjkljiva.
Tveganje za razvoj fibromialgije lahko poveča tudi slab življenjski slog, ki vključuje kajenje, debelost in pomanjkanje telesne dejavnosti. Metaanaliza podatkov je pokazala povezavo med psihično travmo in fibromialgijo, čeprav povezava ni tako močna kot pri sindromu kronične utrujenosti.
Nekateri avtorji menijo, da je razvoj fibromialgije povezan s stresno pogojeno motnjo v delovanju hipotalamo-hipofizo-suprarenalno osjo; znano je namreč, da lahko stresne razmere vplivajo na delovanje omenjene osi.

### Motnje spanja
Slab spanec je eden od dejavnikov tveganja za pojav fibromialgije. Leta 1975 je Moldofsky s sodelavci poročal o prisotnosti nenormalne aktivnosti možganskih valov alfa, izmerjenih z elektroencefalogramom (EEG) med spanjem NREM pri tako imenovanem »sindromu fibrozitisa«, kot so nekoč imenovali fibromialgijo.

### Psihološki dejavniki
Obstajajo močni dokazi, da so fibromialgija in druge oblike kronične bolečine povezane z veliko depresivno motnjo, vendar pa vzročni mehanizem ni pojasnjen. Obsežen pregled raziskav, ki so preučevale povezavo med fibromialgijo in veliko depresivno motnjo, je pokazala na znatno podobnost v nevroendokrinih anomalijah, psiholoških značilnostih, telesnih simptomih in načinih zdravljenja, vendar pa trenutno znani izsledki ne podpirajo domneve, da gre za isto vzročno podlago ali da bi bili fibromialgija in velika depresivna motnja različni pojavni obliki iste bolezni. Zaznavanje bolečine sicer temelji na vsaj dveh razsežnostih: senzorična (čutilna) razsežnost procesira jakost in lokacijo bolečine, afektivno-motivacijska razsežnost pa procesira neprijetnost občutka. Raziskava z uporabo funkcionalnega magnetnoresonančnega slikanja za ovrednotenje možganskih odzivov na bolečino pri bolnikih s fibromialgijo je pokazala, da so bili depresivni simptomi povezani z jakostjo odziva na povzročeno bolečino v možganskih predelih, kjer se procesira afektivno doživljanje bolečine, ne pa tudi v predelih senzoričnega procesiranja bolečine. Izsledki kažejo, da je pri fibromialgiji povečana senzorična razsežnost zaznane bolečine, ki je neodvisna od razpoloženjskih in čustvenih obdelav bolečine.
Fibromialgijo so povezali tudi z bipolarno motnjo, zlasti njeno hipomanično komponento.

### Neceliakijska glutenska preobčutljivost
Vzrok fibromialgije bi lahko bila neceliakijska glutenska preobčutljivost, vendar so potrebne nadaljnje raziskave.

## Patofiziologija

### Nenormalno procesiranje bolečine
Pri bolnikih s fibromialgijo so opazili anomalije v ascendentnih in descendentnih živčnih poti, ki so vključeni v zaznavanje bolečine. Za sprožitev bolečine pri bolnikih s fibromialgijo je potreben dražljaj, ki ima za polovico manjšo jakost, kot to velja za zdrave posameznike. Strokovnjaki so predlagali, da mehanizem kronične bolečine temelji na senzitizaciji sekundarnih bolečinskih nevronov zaradi povečanega izločanja provnetnih citokinov in dušikovega oksida iz nevroglijskih celic. Nekateri podatki, ki pa niso povsem enotni, kažejo na zmanjšane koncentracije serotonina v serumu in možgansko-hrbtenjačni tekočini. Izsledki prav tako kažejo spremembe v dopaminergičnem in noradrenergičnem signaliziranju.
Teorije o vpletenosti monoaminov (kamor spadajo na primer serotonin, dopamin in noradrenalin) podpira tudi učinkovitost zdravljenja fibromialgije z monoaminergičnimi antidepresivi.

### Nevroendokrini sistem
Raziskave delovanja nevroendokrinega sistema in hipotalamo-hipofizo-suprarenalne osi pri bolnikih s fibromialgijo niso pokazali enoznačnih izsledkov. Ena od raziskav je pokazala višjo raven kortizola v plazmi pri bolnikih s fibromialgijo. Druge raziskave so potrdile le povezavo med višjim kortizolnim buditvenim odzivom in bolečino, ne pa tudi anomalij v samih koncentracijah kortizola. Podatki kažejo tudi na povišane izhodiščne ravni ACTH-ja in povišan odziv na psihični stres, kar bi lahko bilo posledica zavrte negativne povratne zanke.

### Avtonomno živčevje
Pri bolnikih s fibromialgijo je lahko prisotno moteno delovanje avtonomnega živčevja, in sicer zmanjšan vazokonstrikcijski odziv, padec krvnega tlaka, zmanjšana variabilnost v srčni frekvenci ...

### Spanje
Pri bolnikih s fibromialgijo so pogosto prisotne motnje spanca, kot so nočno prebujanje, nespečnost in nasploh spanec slabe kakovosti, kar lahko doprinese k zaznavanju bolečine zaradi zmanjšanega sproščanja IGF-1 in rastnega hormona in posledično motene regeneracije tkiv. Okrepčilen spanec na drugi strani je pa povezan z izboljšanjem z bolečino povezane simptomatike.

### Imunski sistem
Obstajajo določene skupne značilnosti sindroma kronične utrujenosti in fibromialgije. Ena od raziskav je pokazala povečane ravni provnetnih citokinov, ki bi lahko povečali občutljivost za bolečino in doprinesli k razpoloženjskim težavam. Poročali so o povišanih ravneh IL-1RA, interlevkina 6 in interlevkina 8. Deloma naj bi k simptomom fibromialgije doprineslo nevrogeno vnetje. Sistematični pregled raziskav pa je sicer pokazal, da so ravni večine citokinov primerljive med pacienti in posamezniki v kontrolnih skupinah, razen ravni antagonista za receptor IL-1 ter ravni IL-6 in IL-8.

## Diagnoza
Za diagnosticiranje fibromialgije ne obstaja posamezen test in tudi ni poenotenosti, kaj naj bi se upoštevalo kot pomembna diagnostična merila ter ali je sploh nepristranska diagnoza možna. V večini primerov so pri osebah s fibromialgijo laboratorijski izvidi brez posebnosti in številni simptomi spominjajo na druge revmatične bolezni, kot sta artritis in osteoporoza.

### Diagnostična merila ACR iz leta 1990
Leta 1990 je Ameriška akademija za revmatologijo (American College of Rheumatology, ACR) opredelila sindrom fibromialgije za poseben bolezenski
sindrom in oblikovala mednarodna diagnostična merila:
- najmanj 11 na pritisk občutljivih točk na različnih delih telesa od skupno 18 opredeljenih občutljivih točk (pri tem so lahko bolečine prisotne tudi drugod po telesu),
- vsaj tri mesece trajajoča po telesu razširjena bolečina, ki zajema vse štiri telesne kvadrante (na levi in desni polovici telesa ter pod pasom in nad njim)[59][60]  in
- prisotnost motenj spanja.

Merila ACR za opredelitev bolnikov s fibromialgijo so bila prvotno namenjena kot vključitvena merila za raziskovalne namene in ne kot kriteriji za diagnosticiranje bolnikov, vendar so postala de facto tudi diagnostično orodje.
Izkazalo se je, da so merila ACR iz leta 1990 neustrezna in leta 2010 je ACR opredelila nova merila, ki omogoča lažje ugotavljanje in spremljanje bolezni.

### Diagnostična merila ACR iz leta 2010
V novih merilih za opredelitev fibromialgije je ACR opustila vrednotenje na pritisk bolečih točk, saj je bilo njihovo ocenjevanje podvrženo v veliki meri subjektivni presoji. Namesto vrednotenja občutljivih točk nova merila uvajajo določanje indeksa razširjene bolečine in ugotavljanje resnosti simptomov: 
- Indeks razširjene bolečine (WPI, widespread pain index) vključuje boleče predele na obeh straneh telesa, ki jih bolnik občuti v zadnjem tednu. Možen rezultat je od 0 do 19. Ti predeli so: levi in desni ramenski obroč, leva in desna nadlahet, leva in desna podlahet, levi in desni kolk, levo in desno stegno, leva in desna golen, leva in desna stran čeljusti, vrat, prsni koš, trebuh, hrbet, križ.[58][61]:607
- Na lestvici resnosti simptomov bolnik opredeli stopnjo resnosti (0 – brez težav, 1 – blage težave, 2 – zmerne težave ali 3 – hude težave) pri naslednjih simptomih: utrujenost, občutek nespočitosti po prebujanju, motnje pomnjenja (kognitivne motnje). Največje možno število točk je 9. Poleg tega bolnik obkroži med naštetimi simptomi tiste, ki jih je imel v zadnjem tednu (mišična bolečina, srbež, sindrom razdražljivega črevesja, piskanje v ušesih, utrujenost, bledenje prstov na mrazu, težave z mišljenjem in pomnjenjem, koprivnica, mišična šibkost, depresija, glavobol, zaprtje, omotičnost, siljenje na bruhanje, nespečnost, živčnost, bolečina/krči v zgornjem trebuhu, meglen vid, bolečina v prsnem košu, vročina, pekoča bolečina pri srcu, suhe oči, mravljinčenje, zvonjenje v ušesu, razjede v ustih, preobčutljivost za sonce, izguba ali sprememba okušanja, modrice, krči, izpadanje las, težko dihanje, pogosto odvajanje seča, izguba teka, pekoče odvajanje seča, kožni spuščaj, krči sečnega mehurja). Če bolnik ne označi nobenega simptoma, se mu dodeli 0 točk; če označi 1–10 simptomov, 1 točka; pri 11–24 simptomov, 2 točki in če označi več kot 25 simptomov, se mu dodelijo 3 točke). Število točk na osnovi označenih simptomov se prišteje točkam ovrednotenja resnosti simptomov (torej največje število točk je 9 + 3 = 12).[58][61]:607

Za opredelitev fibromialgije so potrebni naslednji kriteriji:
- indeks razširjenosti bolečine ≥ 7 in ocena resnosti simptomov SS ≥ 5 ALI indeks razširjenosti bolečine 3–6 in resnost simptomov ≥ 9,
- simptomi so v podobni stopnji hudosti prisotni že vsaj tri mesece in
- bolečina ni pojasnjena s katero drugo boleznijo.[61]:607

## Zdravljenje
Kot pri številnih drugih sindromih, kjer vzrok ni pojasnjen, tudi za fibromialgijo ne obstaja splošno sprejeta učinkovita oblika zdravljenja. Zdravljenje temelji zlasti na lajšanju simptomov. Dosežki v poznavanju patofiziologije fibromialgije so pomagali pri izboljšanju zdravljenja z določenimi zdravili, vedenjskimi intervencijami in telesno vadbo. Obravnava bolnika, ki vključuje njegovo izobraževanje, uporabo zdravil, izvajanje aerobne telesne vadbe in kognitivne vedenjske terapije, se je izkazala za učinkovito pri lajšanju bolečin in drugih s fibromialgijo povezanih simptomov. Najprimernejše zdravljenje bolnika s fibromialgijo je integrirani multidisciplinarni pristop, ki vključuje farmakološko in nefarmakološko zdravljenje ter tako cilja na številne mehanizme, ki sprožajo bolezen.  Nobeden od posameznih ukrepov ni učinkovit za vse bolnike in tudi ne obstaja zlat standard zdravljenja.
Metaanaliza, ki so jo opravili skupno na 1.119 bolnikih, je našla močan dokaz za kratkoročno učinkovitost večkomponentnega zdravljenja na ključne simptome bolezni. Za učinkovitost multidisciplinarnih rehabilitacijskih programov so dokazi šibki.

### Nefarmakološko zdravljenje
Pri zdravljenju fibromialgije ima nefarmakološko zdravljenje velik pomen in zajema poučevanje bolnika o bolezni, izogibanje stresu, sproščanje, postopno telesno vadbo, ureditev nespečnosti, skrb za zdravo prehrano in zdrav življenjski slog.

#### Kognitivna vedenjska terapija
Kognitivna vedenjska terapija in sorodne psihološke in vedenjske terapije imajo majhen do zmeren učinek na zmanjšanje simptomov pri fibromialgiji. Učinek je majhen zlasti, če se kognitivna vedenjska terapija uporablja samostojno, učinkovitost pa se znatno poveča, če je del širšega multidisciplinarnega programa. Največji učinki se dosežejo, če se kombinira s telesno vadbo.
Sistematični pregled raziskav iz leta 2010 je pokazal, da kognitivna vedenjska terapija izboljša bolnikovo soočanje z bolečino in zmanjša število obiskov pri zdravniku po opravljeni terapiji, vendar pa ni učinkovita pri samem lajšanju bolečine ter blaženju drugih simptomov, kot so utrujenost, motnje spanja in z zdravjem povezano zmanjšanje kakovosti življenja. Izboljšalo se je tudi depresivno počutje bolnikov, vendar v analizi niso mogli potrditi, da gre za nepristransko izboljšanje.

#### Duhovno-telesne tehnike
Duhovno-telesne tehnike se osredinjajo na sovplivanje možganov, duha, telesa in vedénja. Temeljijo na holističnem načelu medsebojne povezanosti duha in telesa in pacient z usvojitvijo tehnik občuti izboljšanje v duševnem in telesnem počutju ter ima v procesu zdravljenja aktivno vlogo. Obstaja več takih tehnik, kot so čuječnost, joga, taj či, metoda biološke povratne zanke ... Obstajajo šibki dokazi o učinkovitosti psiholoških intervencij pri zdravljenju fibromialgije, za učinkovitost drugih, tako imenovanih duhovno-telesnih tehnik, pa dokazov ni.

#### Telesna vadba
Obstajajo močni dokazi, da pri nekaterih bolnikih s fibromialgijo telesna vadba izboljša telesno počutje in spanec ter lahko tudi ublaži bolečino in utrujenost. Zlasti močni dokazi so o učinkovitosti aerobne telesne vadbe pri nekaterih bolnikih. Priporoča se program postopnega intenziviranja telesne vadbe, s kratkimi, a pogostimi telesnimi aktivnostmi v začetku.

### Zdravila
Za zdravljenje fibromialgije so bila preizkušena nekatera zdravila za zdravljenje nevropatske bolečine. Ta zdravila vključujejo antidepresive, nevromodulatorje in protibolečinska zdravila. Pri bolnikih, ki imajo tudi sindrom nemirnih nog, so lahko primerni dopaminski agonisti. Uporaba običajnih analgetikov za zdravljenje fibromialgije ni priporočljiva. Pri zdravljenju so ob uporabi zdravil pomembni tudi nefarmakološki ukrepi.
Kanadske in ameriške oblasti so za zdravljenje fibromialgije odobrile pregabalin in duloksetin. V ZDA je dovoljenje za promet z zdravilom za indikacijo fibromialgije prejelo tudi zdravilo milnacipran, Evropska agencija za zdravila pa ga ni odobrila.

#### Antidepresivi
Andidepresivi so lahko pri bolniku s fibromialgiju učinkoviti pri lajšanju bolečine, depresije, utrujenosti, motnjah spanca in nasploh lahko izboljšajo bolnikovo z zdravjem povezano kakovost življenja." Cilj zdravljenja z antidepresivi je lajšanje simptomov. Zlasti pri dolgotrajni uporabi je treba pretehtati koristi in neželene učinke. Manjši delež bolnikov ima ob uporabi zaviralcev privzema serotonina in noradrenalina (duloksetina ali milnaciprana) ali tricikličnih antidepresivov (amitriptilin) znatno izboljšanje stanja, vendar pa so pri številnih bolnikih neželeni učinki izrazitejši od same učinkovitosti teh zdravil. Amitriptilin se pogosto uporablja kot zdravilo izbora, vendar pa so dokazi za tako uporabo šibki.
Od začetka jemanja antidepresivov do nastopa učinka lahko traja precej časa, in sicer do tri mesece pri amitriptilinu in med tri in šest mesecev pri doluksetinu in milnacipranu. Ob prenehanju jemanja nekaterih zdravil se lahko pojavi odtegnitveni sindrom, zato se priporoča postopno zmanjševanje odmerka.
Trenutni podatki za selektivne zaviralce privzema serotonina kažejo na podobno razmerje med koristmi in tveganji. Uporabljajo se zlasti za lajšanje depresije pri bolnikih s fibromialgijo. Med selektivnimi zaviralci privzema serotonina sta fluoksetin in
paroksetin bolj učinkovita kot citalopram.

#### Nevromodulatorji
Obstajajo raziskave o učinkovitosti gabapentina in pregabalina, ki sta sicer protiepileptični zdravili, a sta učinkovita pri zdravljenju boleče diabetične nevropatije in postherpetične nevralgije. Najverjetneje delujeta tako, da se vežeta z napetostno odvisnimi kalcijevimi kanalčki v osrednjem živčevju in preprečita vstop kalcija v nevron, s tem pa zmanjšata sproščanje ekscitatornih transmitorjev. Trenutno razpoložljivi podatki kažejo, da je lahko gabapentin glede lajšanja bolečine učinkovit pri 18 % bolnikov s fibromialgijo. Ker ni možno predvideti, kateri bolniki imajo večjo verjetnost, da se bodo odzvali na zdravljenje, se lahko uvede kratko poskusno obdobje zdravljenja za ugotovitev učinkovitosti. Okoli 60 % bolnikov, ki uporablja gabapentin za lajšanje bolečine pri sindromu fibromialgije, izkusi neprijetne neželene učinke, kot so omotica, težave pri hoji ter zatekanje zaradi nabiranja tekočine. Pregabalin je izkazal učinkovitost pri okoli 9 % bolnikov.

#### Opiodi
Uporaba opioidnih analgetikov za zdravljenje fibromialgije je strokovno sporna. Noben opioidni analgetik ni uradno odobren za zdravljenje te bolezni. Uporaba konvencionalnih opioidnih analgetikov pri zdravljenju fibromialgije je pokazala različne rezultate. Splošna slaba učinkovitost le-teh je lahko posledica povečanega sproščanja endorfina in zmanjšane vezave na mu-opiatne receptorje pri bolnikih s fibromialgijo v primerjavi s kontrolno skupino zdravih ljudi.
Smernice Evropske lige za boj proti revmatizmu (EULAR) iz leta 2008 so priporočile uporabo tramadola in drugih šibkih opioidov za lajšanje bolečine, ne priporoča pa uporabe močnih opioidov. V pregledu raziskav iz leta 2015 so dokazali, da je uporaba tramadola smiselna, če druga zdravila ne učinkujejo. Izsledki pregleda raziskav iz leta 2018 so našli le malo dokazov za korist kombiniranja tramadola s paracetamolom v primerjavi z zdravljenjem samo s tramadolom. Glede na teorijo Goldenberga in sodelavcev naj bi tramadol pri fibromialgiji izkazoval učinek zaradi zaviranja ponovnega privzema serotonina in noradrenalina in ne zaradi siceršnjega agonističnega delovanja na opioidne receptorje.
Velika raziskava na bolnikih iz ZDA med letoma 2005 in 2007 je pokazala, da je 37,4 % bolnikov uporabljalo kratkodelujoče opioide in 8,3 % bolnikov dolgodelujoče opioide. Od tistih, ki so jim predpisali kratkodelujoče opioide, jih je 10 % uporabljalo tramadol. Kanadska raziskava iz leta 2011 na 457 bolnikih s fibromialgijo je pokazala, da so 32 % bolnikom predpisali opioide, od tega dvema tretjinama močne opioide.

#### Druga zdravila
Dopaminski agonisti (npr. pramipeksol in ropinirol) so izkazali učinkovitost pri manjšem deležu bolnikov, pri tem pa so za nekatere bolnike lahko neželeni učinki zelo moteči in se lahko kažejo tudi na primer kot impulzivno nakupovanje ali kockanje.

## Prognoza
Fibromialgija ni degenerativna bolezen in ne skrajšuje pričakovane življenjske dobe, je pa kronična bolečina trajna in razširjena po telesu. Večina bolnikov poroča, da simptomi vztrajajo in se ne izboljšujejo. Bolezen vpliva na različna področja življenja, kot so delo, izobraževanje ter zmožnost posameznika, da se spoprijema z življenjskimi težavami.

## Epidemiologija
Fibromialgija prizadene po ocenah 2–8 % prebivalstva. Upoštevajoč kriterije za diagnosticiranje fibromialgije iz leta 2014 se pri ženskah pojavlja približno dvakrat pogosteje. Natančnih podatkov
o številu obolelih v Sloveniji ni.
Po ocenah okoli 75 % bolnikov ni diagnosticiranih.